# Petr Květina
Petr Květina (*19. dubna 1976, Hradec Králové) je český archeolog a vysokoškolský pedagog. Zaměřuje se na období neolitu, na teorii poznání archaických společností a koncept studia minulosti bez písemných pramenů.

## Životopis
Narodil se roku 1976 jako nejstarší syn farmaceuta Jaroslava Květiny. Jeho mladším bratrem je historik a politolog Jan Květina. Vystudoval archeologii na Ústavu archeologie a muzeologie Filozofické fakulty Masarykovy univerzity v Brně. V roce 2000 obhájil diplomovou práci Neolitická sídliště na Chrudimsku a jejich vzájemné vztahy a získal magisterský titul. V roce 2006 získal doktorát na Ústavu pro pravěk a ranou dobu dějinnou FF UK. V roce 2017 se habilitoval na FF UK a stal se docentem.
Je členem Archeologického ústavu Akademie věd ČR v Praze, zástupce ředitele ústavu a vedoucí oddělení archeologie pravěku.
V roce 2021 vystupoval proti údajné rekonstrukci obličeje svaté Ludmily. Autoři rekonstrukce obličeje svaté Ludmily reagovali příspěvkem publikovaným v prestižním odborném časopise Digital Applications in Archeology and Cultural Heritage, který kritiku Petra Květiny vyvrátil.
Přispívá nejen do odborných časopisů (Archeologické rozhledy), ale i populárně naučnými články do časopisu Respekt.